# Oxycoryphe bidens
Oxycoryphe bidens är en stekelart som beskrevs av Boucek 1988. Oxycoryphe bidens ingår i släktet Oxycoryphe och familjen bredlårsteklar.
Artens utbredningsområde är Papua Nya Guinea. Inga underarter finns listade i Catalogue of Life.